# Hochbunker Ottostraße Münster
Der Hochbunker an der Ottostraße (auch Hansabunker oder Hubertibunker) im westfälischen Münster war ein Zivilschutzbunker aus dem Zweiten Weltkrieg, der im Jahr 2012 abgerissen wurde. Der Bunker war einer von insgesamt 15 erbauten Großbunkern innerhalb der Stadt.

## Lage
Der Hochbunker lag im Herz-Jesu-Viertel an der Ottostraße 23 und der Ecke zur Lambertistraße. Die Umgebung des ehemaligen Bunkergebäudes besteht aus geschlossener Wohnbebauung, gegenüber dem ehemaligen Bunkerstandort befindet sich eine kleine Parkanlage. Das Grundstück, auf dem der Bunker stand, hat laut Grundbuchangaben des Amtsgerichts Münster, Blatt 3269 eine Größe von 1227 m². Es liegt nicht im Geltungsbereichs eines Bebauungsplans. An der von der Straßenseite abgewandten Bunkerrückseite existierte eine Freifläche auf dem Grundstück des Bunkers, die von einem Grundstücksnachbarn unentgeltlich mitgenutzt wurde.

## Gebäude

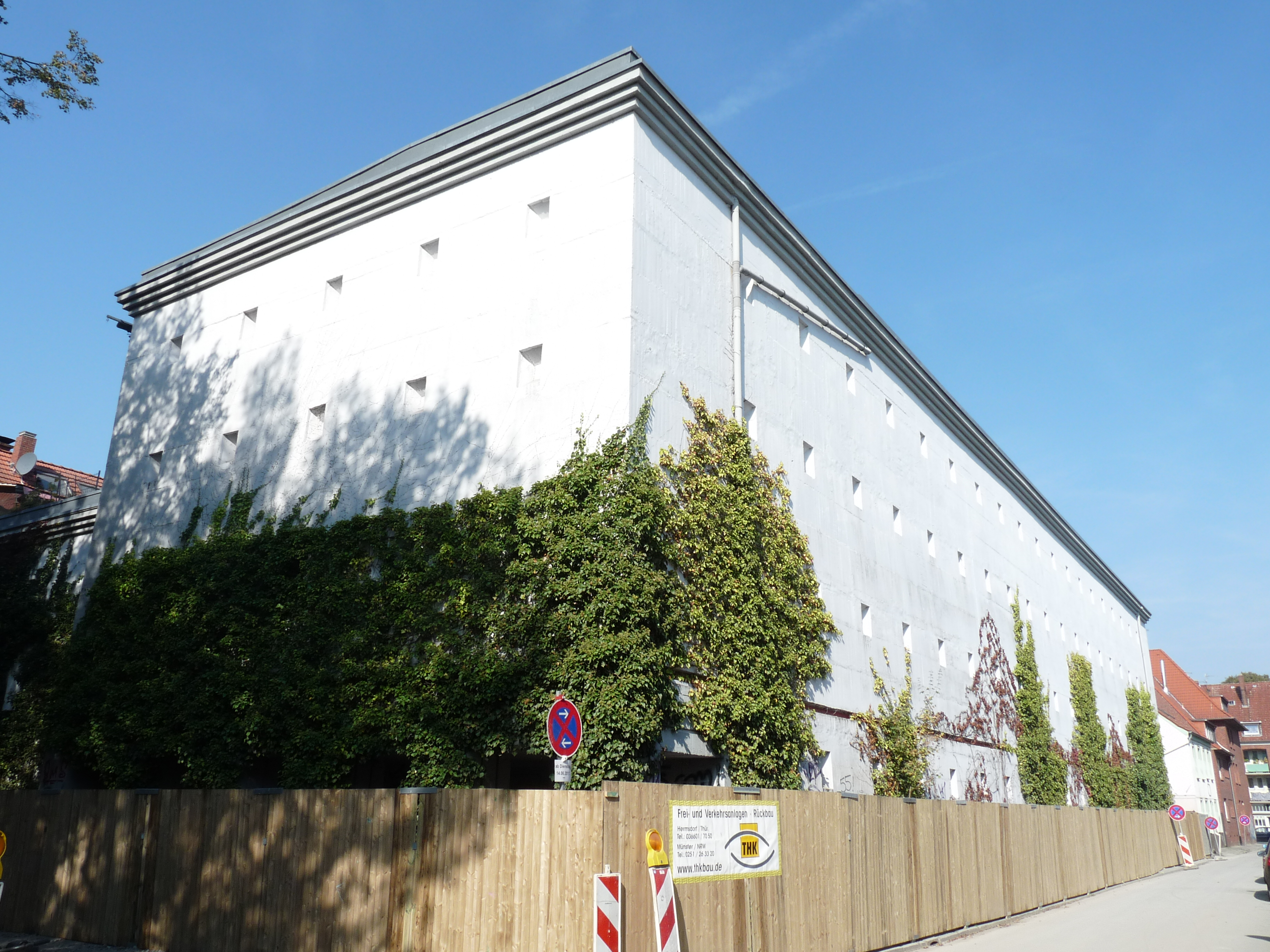
Ansicht von Süden (2011)

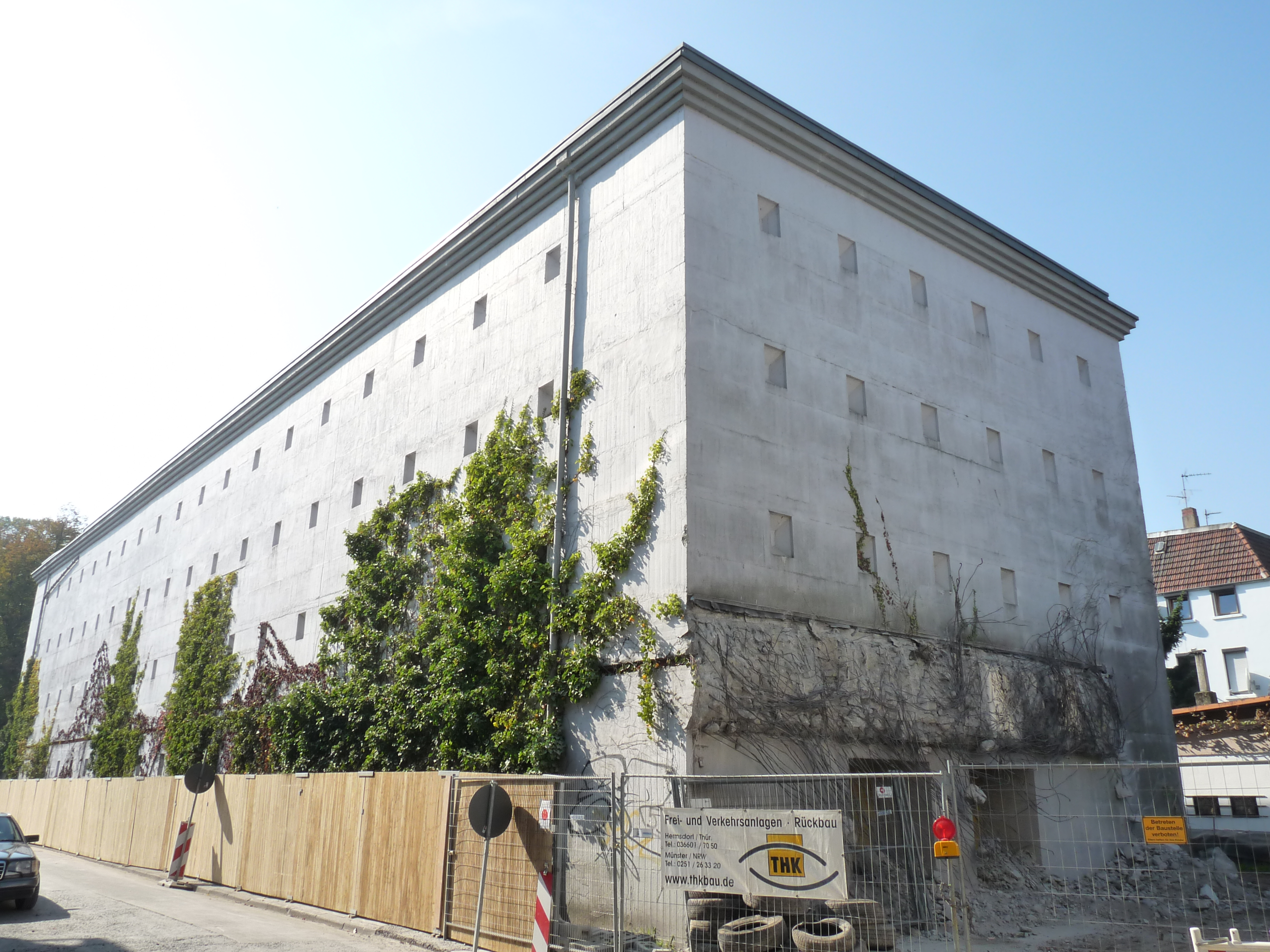
Ansicht von Norden (2011)

Der Bunker bestand aus zwei Gebäudeteilen. Längsseits der Lambertistraße lag der viergeschossige Schutzbunker. Der dreigeschossige Anbau, der an der Ottostraße lag, bildete den Hauptzugang zum Bauwerk. Das Dach dieses Gebäudeteils wurde von einem Grundstücksnachbarn gemäß einer Nutzungsvereinbarung als Dachterrasse genutzt. Der Hochbunker war zum Teil unterkellert. Er umfasste 1501,59 m² Nutzfläche, die sich über vier Stockwerke erstreckte.
| Geschoss        | Nutzfläche |
| --------------- | ---------- |
| Keller          | 054,22 m²  |
| Untergeschoss   | 368,67 m²  |
| 1. Obergeschoss | 405,99 m²  |
| 2. Obergeschoss | 333,04 m²  |
| 3. Obergeschoss | 339,67 m²  |

Schätzungen zufolge belief sich der Brutto-Rauminhalt des Gebäudes bei einer Innenraumhöhe von 2,35 m auf etwa 10.000 m³.
Die Außenwände des Hochbunkers wiesen eine Stärke von 200 cm auf, die Innenwandstärke betrug bis zu 60 cm und die Abschlussdecke war 140 cm stark.
Den Plänen nach bot der Bunker 1160 Schutzplätze. In dem Bunker konnten 1100 Personen bis zu zwölf Stunden autark überleben.

## Geschichte
Der Hochbunker entstand laut Angaben des Münsteraner Stadtarchives in den Jahren 1943 und 1944, im Bunker selber wurden jedoch die Jahreszahlen 1941/42 im frischen Putz verewigt, wobei bei letzteren Jahresangaben die Authentizität jedoch nicht gesichert ist. In den Jahren 1948 bis 1950 entstanden durch Flüchtlinge und Heimatvertriebene, die in den Schutzräumen untergebracht waren, datierte Wandmalereien, die Landschaftsdarstellungen sowie ostpreußische Wappen zeigten und bei späteren Renovierungsarbeiten bewusst nicht überstrichen wurden. Unter den Wandmalereien fanden sich Abbildungen der Wappen von Sudetenland, Breslau, Niederschlesien, Oberschlesien, Danzig, Stettin, Brandenburg, Ostpreußen, Königsberg, Pommern, Ordensland, Posen-Westpreußen sowie Posen. Weiterhin war ein Bild vorhanden, das dem Gemälde Frühlingstanz von Otto Quante nachempfunden und mit dem Schriftzug „Ruhe mit Würde, wer das erreicht, hat des Lebens Gipfel erklommen; ihm ist, da der Alltag schweigt, ewiger Sonntag gekommen“ versehen war. Ebenso wurden ehemaligen Kriegsgefangenen und später auch wohnungslosen Männern die Schutzräume als Unterkunft angeboten.
Mitte der 1980er Jahre wurde der Bunker wieder für den Zivilschutz hergerichtet und seitdem von der Feuerwehr Münster instand gehalten. Während des Kalten Krieges wurden von der Stadt Münster knapp 1000 Krankentragen und Tuchsitze für den Bunker erworben. Seit dem Ende des Kalten Krieges kam dem Bunker keine Aufgabe mehr im Rahmen des Zivilschutzprogramms des Bundes zuteil. Das Bauordnungsamt der Stadt nutzte die zweite Etage des Bunkers, um Akten einzulagern, weswegen die Lüftungsanlage des Bunkers täglich für 15 Minuten aktiviert wurde, um die Luftfeuchtigkeit auf konstantem niedrigen Niveau zu halten, damit die eingelagerten Dokumente keinen Schaden nahmen.
Bis Ende Oktober 2010 lief ein Bieterverfahren, bei dem der Eigentümer des Bunkers, die Bundesanstalt für Immobilienaufgaben, versuchte, einen Käufer für das Grundstück sowie das Gebäude zu finden. Dabei sollte ein Kaufpreis in Höhe von 350.000 Euro erzielt werden, wie dieser von der Bundesanstalt für Immobilienaufgaben als Mindestkaufpreis festgesetzt worden war. Dieser Betrag wurde beim schlussendlichen Verkauf übertroffen und floss in den Bundeshaushalt ein, war in seiner Höhe jedoch für die Öffentlichkeit unbekannt. Die Bundesanstalt für Immobilienaufgaben gab im Januar 2011 dem Höchstbietenden, einem aus Münster-Roxel stammenden Wohnbau-Unternehmen, den Zuschlag für den nicht unter Denkmalschutz stehenden Hochbunker. Im selben Monat noch wurden die Pläne zur Sprengung des Bunkers im Oktober 2011 bekannt gegeben, für die die Stadt Münster die Abbruchgenehmigung gegeben hatte. Es war geplant, die zwei Meter dicken Außenwände mit so genannten „erschütterungsarmen Lockerungssprengungen“ bis auf eine Dicke von 60 Zentimetern von innen heraus zu sprengen, um anschließend die verbleibende Bausubstanz mit konventionellen Mitteln abzutragen. Mehrere tausend Minisprengungen mit jeweils wenigen Kilogramm gelatinösem Ammonsalpetersprengstoff waren dazu vorgesehen. Dieses Verfahren wurde 2010 erstmals beim Abriss des Aalhofbunkers in Lübeck angewandt. Es wurde mit einer Arbeitsdauer von rund vier Monaten gerechnet. Die Kosten für den Abriss beliefen sich Experten zufolge auf eine höhere Summe als der Kaufpreis. Für die zukünftige Nutzung waren zum Zeitpunkt der Veräußerung sowie des Abrisses des Bunkers lediglich „wohngebietsverträgliche“ Konzepte zugelassen, darunter Lager, Kultur, Dienstleistung, Gastronomie und Wohnen. Gemäß diesen Vorgaben sollten auf dem Grundstück des Bunkers drei Häuser mit 17 Eigentumswohnungen entstehen, deren Baubeginn für Ende Januar 2012 vorgesehen war und mit deren Fertigstellung im Frühjahr 2013 gerechnet wurde. Bezugsfertig sollten diese Gebäude im Sommer 2013 sein. Die Wohnungen sollten aus zwei bis fünf Zimmern bestehen, seniorengerecht sein und eine Wohnfläche von jeweils 75 bis 150 Quadratmetern aufweisen. Das Wohnbauprojekt kostete insgesamt 6,8 Millionen Euro und verzichtete, entgegen ursprünglichen Planungen, auf die Einrichtung von Ladenlokalen im Erdgeschoss. Unterhalb des Gebäudekomplexes entstand eine Tiefgarage mit 17 Stellplätzen. Das Richtfest war für Januar 2013 geplant. Geplant war die bezugfertige Fertigstellung der Neubauten bis Herbst 2013.

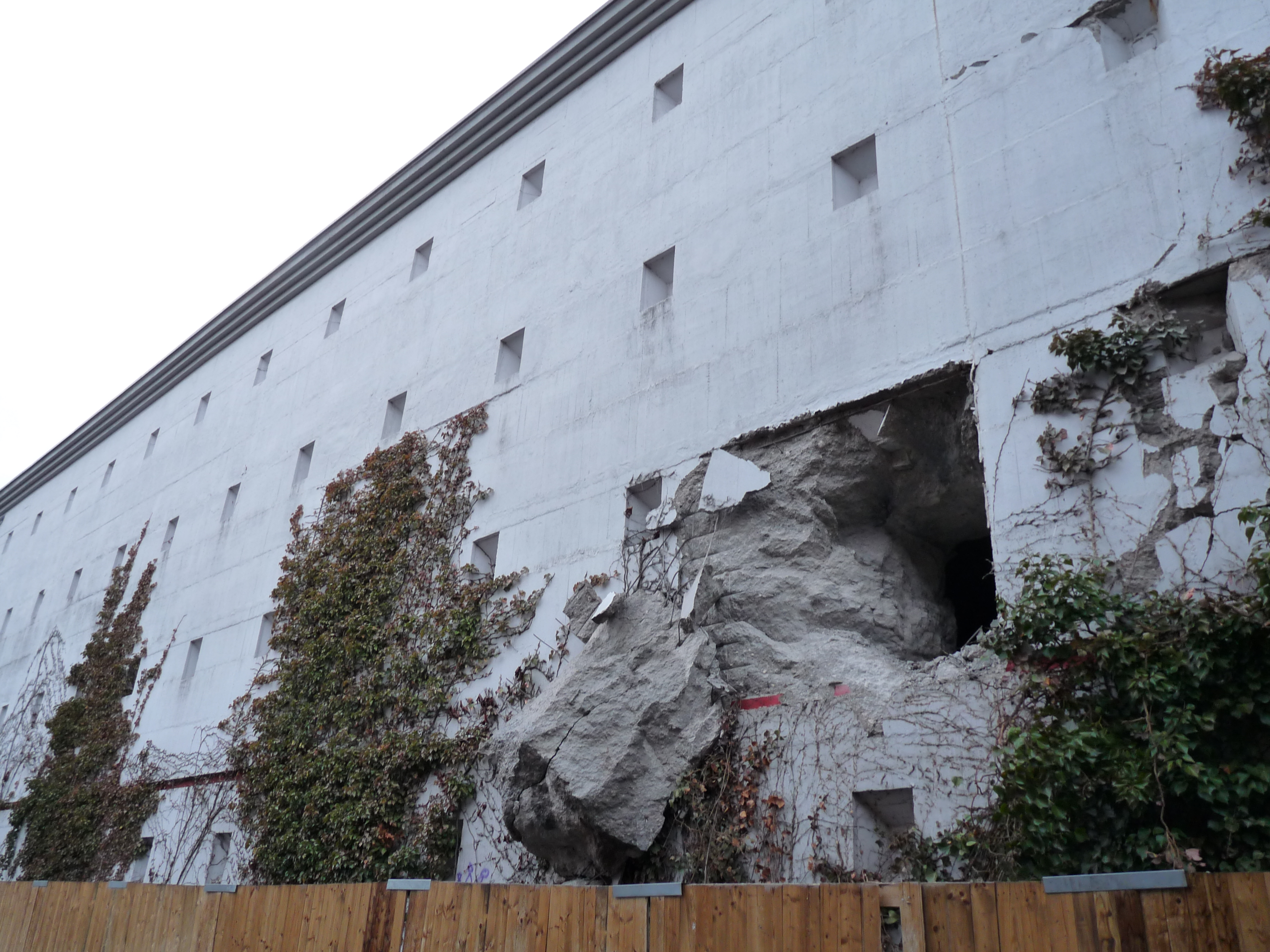
Loch in der Außenwand (2012)

Ab Oktober 2011 wurden täglich zwei bis fünf Sprengungen vorgenommen. Nachdem die Abrissarbeiten bis Anfang Januar 2012 in Verzug gerieten und bis März 2012 verlängert werden mussten, kam es am 5. Januar 2012 zu einer Explosion, die zu Glasbruch und Sachschäden an den angrenzenden Gebäuden an der Lambertistraße führte. Aus der Außenwand des Bunkers wurde bei dieser Sprengung ein gut zwei mal zwei Meter großer Gesteinsbrocken gesprengt, der lediglich von einigen Moniereisen von dem Sturz auf die Straßen abgehalten wurde und nach der Sprengung an der Außenwand des Bunkers hing. Ursächlich sei das Fehlen der angenommenen, durchgängigen Stahlverstrebungen sowie eine mit Dachpappe ausgefüllte Dehnungsfuge angesehen, die bei der Detonation für keinen ausreichenden Widerstand gesorgt habe, so dass sich von der 200 cm starken Außenwand mehr als die gewünschten ersten 120 cm gelöst und zu dem Loch in der Fassade geführt hatten. Am 12. Januar 2012 wurden die Sprengungen an den zur Rückseite des Bunkers zeigenden Wänden unter der Auflage, lediglich 100 cm tiefe Bohrlöcher für den Sprengstoff zu verwenden, fortgesetzt.

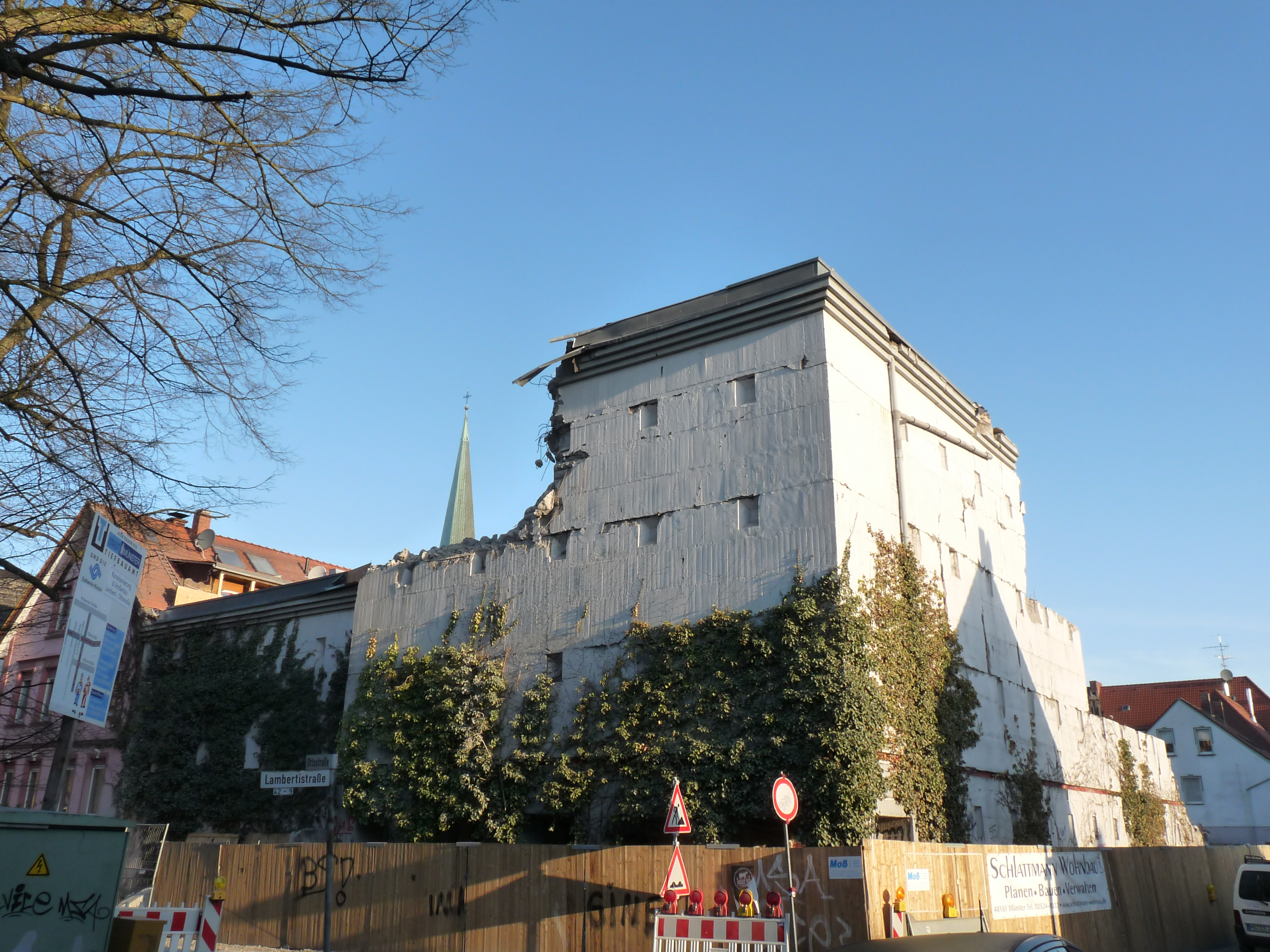
Ansicht von Süden (2012)

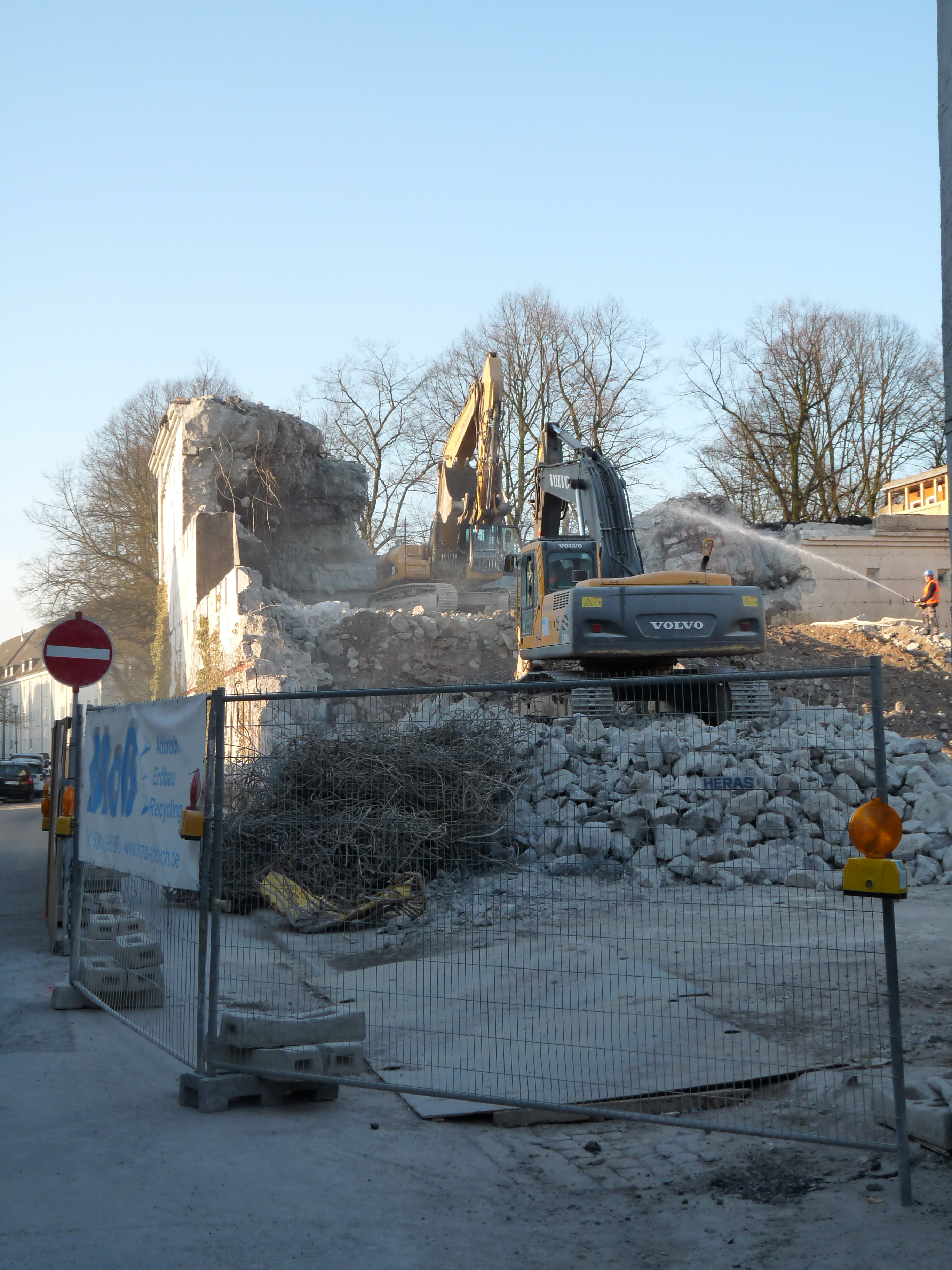
Ansicht von Norden (2012)

Bis Ostern 2012 sollten die Abrissarbeiten nach Auskunft des Abbruchunternehmens Moß aus Lingen abgeschlossen sein. Diese hatten sich mehrfach verzögert, nachdem es im Januar 2012 bei den Sprengarbeiten aufgrund falsch eingeschätzter Wandstärke zu einem Zwischenfall gekommen war. Die daraufhin verstärkten Stemmarbeiten hatten zu einer erhöhten Lärmbelästigung geführt, weswegen die Zeitspanne, in der lärmintensiv gearbeitet werden durfte, sukzessive reduziert wurde.
Anfang April 2012 kam es erneut zu Sachschäden bei Anliegern des Bunkers. Durch die Erschütterungen der Abrissarbeiten, die mittels eines Baggers mit aufgesetztem Felsmeißel durchgeführt wurden, stürzte die Badezimmerdecke eines Anwohners ein. Ebenso sackten die Böden dieser Wohnung weg.
Nach dem Ende der Abrissarbeiten, das für Ostern 2012 avisiert wurde, waren erneut Sprengungen geplant, um die massive Bodenplatte des Bunkers zu zerlegen.
Der Abriss des Bunkers verzögerte sich um vier Monate, weswegen der ursprünglich in dem Wohngebiet geplante Kanalisationsbau verschoben werden musste.